# Anarchisme en Bulgarie
Les idées anarchistes apparaissent en Bulgarie dans les années 1860, au sein du mouvement national recherchant l'indépendance de l'Empire ottoman, fortement influencée par le mouvement révolutionnaire russe. L'anarchisme se constitue ensuite comme mouvement politique distinct à la fin du XIXe siècle. Il se développe au XXe siècle, si bien que la Bulgarie est un des rares pays d'Europe de l'Est où le mouvement anarchiste organisé bénéficie d’une réelle implantation dans l’ensemble du pays, jusqu'à la prise du pouvoir par le Parti communiste bulgare. Sous la république populaire de Bulgarie, le mouvement anarchiste survie clandestinement, mais il est victime d'une répression sévère. Depuis 1989, l'anarchisme s'est reconstitué librement.

## Histoire
Bien que certains éléments de l'enseignement anarchiste puissent être trouvés dans les sources de l'hérésie médiévale bogomilite, le début des manifestations anarchistes organisées en Bulgarie est généralement considéré comme le mouvement "siromakhomilstvo" de Spiro Goulabchev, inspiré par le populisme et le nihilisme russe. Hristo Botev a des amis parmi les anarchistes russes, dont le plus important est Sergueï Netchaïev, et est fortement influencé par leurs enseignements. Un certain nombre d'anarchistes bulgares, comme Mile Popyordanov, prennent une part active aux luttes populaires contre la domination turque après l'insurrection bulgare de 1876 et pendant la période de la principauté de Bulgarie.
En avril 1907, une loi anti-anarchiste est adoptée, qui aboutie à la dissolution des groupes anarchistes légaux, l'interdiction de leur presse écrite et l'arrestation de certains militants.
La période qui a suivi la fin de la Première Guerre mondiale jusqu'au coup d'État du 9 juin 1923 a été la période durant laquelle le mouvement anarchiste en Bulgarie a pris le plus d'importance. Le besoin de coordination des nombreux groupes a conduit à la fondation, en juin 1919, de la Fédération des anarchistes communistes de Bulgarie (FACB).
Après le coup d'État fasciste de 1923, les anarchistes entrent dans une confrontation directe avec les autorités. Ils soutiennent ainsi l'insurrection du 23 septembre, menée par le Parti communiste. Des groupes de combat anarchistes sont également formés. Le mouvement libertaire est la cible des persécutions politiques du régime, sur un pied d'égalité avec les communistes.
Après le 9 septembre 1944, la FACB peut à nouveau agir légalement sur la scène politique et commence une propagande active parmi la population. Au début de 1946, les nouvelles autorités communistes commencent à persécuter sans discernement les anarchistes, cette vaste répression entraîne la destruction du mouvement anarchiste organisé dans le pays jusqu'en 1989. Selon la Sécurité d'État, les diverses organisations anarcho-communiste, anarcho-syndicaliste et autre, comptaient 2917 membres lors de leur liquidation.
En 1990, la FACB est reformée sous le nom de Fédération des anarchistes de Bulgarie (FAB) lors d'une conférence nationale tenue à Kazanlak, dans la vallée des Roses. Au cours de cette réunion, il est également décidé le lancement d'un journal de la FAB, qui a pris pour titre Svobodna Misŭl (Свободна мисъл, "Pensée libre"). Peu après la fondation de la FAB, une conférence de jeunes anarchistes impulse la création d'une Fédération de la jeunesse anarchiste (Federatsiyata na anarhistitchkata mladej, FAM) basée à Sofia.
Dans les années qui suivent, d'autres organisations anarchistes ou de type anarchiste, comme le groupe informel AnarchoRésistance (AnarkhoSŭprotiva, АнархоCъпротива) formé en 2001, voient également le jour en Bulgarie,. Certaines de ces nouvelles organisations sont toujours actives.
Dans les années 2010, l'anarcho-syndicalisme a également connu un nouveau développement en Bulgarie. En 2010, le Syndicat autonome des travailleurs (Автономен Работнически Синдикат, SAT) a été créé avec des sections dans plusieurs villes bulgares. En se créant, le SAT cherche à se démarquer des autres syndicats : il ne participe pas à la coopération tripartite et n'accepte pas les subventions étatiques, il s'appuie sur une organisation démocratique sans direction centrale et promeut l'action directe contre les employeurs par la grèves, le blocus, ou le sabotage. En 2019, après un congrès à Varna, les sections du SAT se sont réunies avec d'autres syndicats autonomes de Bulgarie dans une nouvelle organisation : la Confédération autonome des travailleurs (Автономна Работническа Конфедерация, CAT),.